# Diecezja Irecê
Diecezja Irecê (łac. Dioecesis Irecensis) – diecezja Kościoła rzymskokatolickiego w Brazylii. Należy do metropolii Feira de Santana, wchodzi w skład regionu kościelnego Nordeste III. Została erygowana przez papieża Jana Pawła II bullą Qui in Beati Petri w dniu 28 kwietnia 1979.